# 솔파타라산

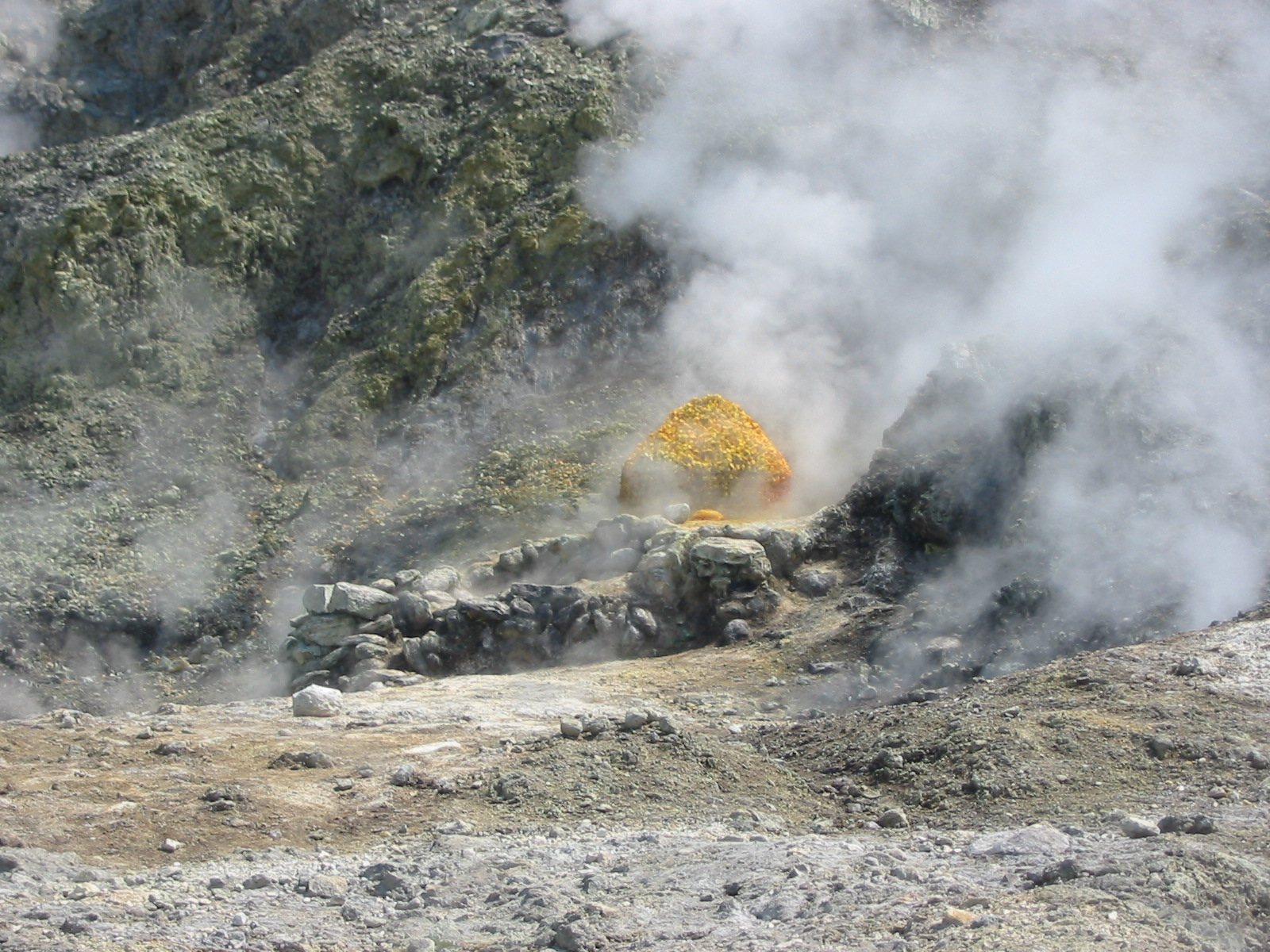
솔파타라 화산 내 유황

솔파타라산(Solfatara)은 이탈리아의 캄피 플레그레이 칼데라에 있는 화산 분화구로, 분화구 내에서는 유황 성분이 매우 많다. 그렇기 때문에 지금도 증기가 나며, 뜨거운 온천까지 있다. 분화구는 거대하며, 사람들이 들어갈 수 있다. 그러나 질식할 수도 있기 때문에 조심해야 한다.